# Robin Le Normand
Robin Aimé Robert Le Normand, född 11 november 1996 i Pabu, Frankrike, är en fransk-spansk fotbollsspelare som spelar i Atlético Madrid, och representerar det spanska landslaget.

## Karriär
Le Normand representerade som junior Brest där han även spelade under sina första år som senior. Han värvades 2016 av Real Sociedad och deduterade i dess A-lag 2018. Han gjorde sin debut i det spanska A-landslaget 2023, och medverkade i europamästerskapet i fotboll 2024.